# تشارلز بيجن
تشارلز بيجن هو سياسي كندي، ولد في 5 مايو 1736، وتوفي في 4 نوفمبر 1802. انتخب Member of the  Legislative Assembly of Lower Canada ‏.